# Марія Татар

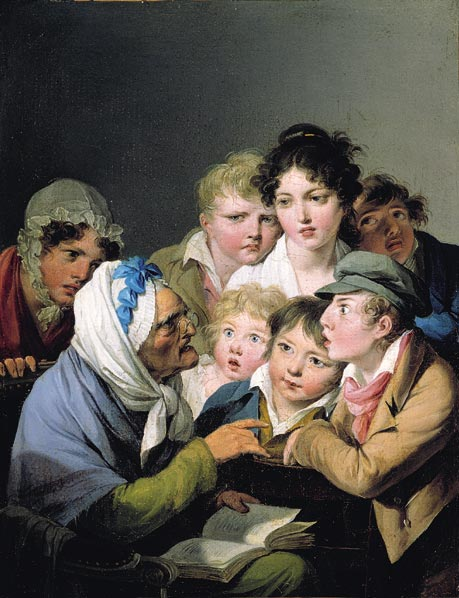
Картина Луї Луї Леопольда Бойля «І людожер його з'їв!» була використана в книзі Марії Татар «Зачаровані мисливці: Сила оповідань у дитинстві».

Марія Магдалина Татар (народилася 13 травня 1945) — американська вчена, яка спеціалізується на дитячій літературі, німецькій літературі та фольклорі. Вона — професорка германських мов і літератур імені Джона Л. Леба та головою Комітету наукових ступенів із фольклору та міфології Гарвардського університету.

## Життєпис
Марія Татар народилася в Прессаті, Німеччина. Її родина емігрувала з Угорщини до Сполучених Штатів у 1950-х роках, коли вона була дитиною.
Вона виросла в Хайленд-Парку, штат Іллінойс, і закінчила середню школу Гайленд-Парку в 1963 році.
Татар здобула ступінь бакалавра в Університеті Денісона та докторський ступінь у Прінстонському університеті. У 1971 році, після закінчення докторської дисертації в Прінстонському університеті, Татар вступила на факультет Гарвардського університету. Вона здобула професорську посаду у 1978 році. Вона живе в Кембриджі, штат Массачусетс.

## Вибрані твори
- Spellbound: Studies on Mesmerism and Literature («Зачаровані: Дослідження про гіпноз і літературу», Princeton University Press, 1978) ISBN 978-0-691-06377-5
- The Hard Facts of the Grimms' Fairy Tales («Суворі факти про казки братів Грімм», Princeton, 1987) ISBN 978-0-691-06722-3
- Off With Their Heads! Fairy Tales and the Culture of Childhood («Відрубати їм голови! Казки і культура дитинства», Princeton, 1993) ISBN 978-0-691-06943-2
- The Annotated Classic Fairy Tales («Анотовані класичні казки», W. W. Norton & Company, 2002) ISBN 978-0-393-05163-6
- The Annotated Brothers Grimm («Анотовані твори братів Грімм», W.W. Norton, 2004) ISBN 0-393-05848-4
- The Annotated Hans Christian Andersen («Анотований Ганс Християн Андерсен», W.W. Norton, 2008) ISBN 978-0-393-06081-2
- Enchanted Hunters: The Power of Stories in Childhood («Зачаровані мисливці: Сила казок у дитинстві», W.W. Norton, April 2009)[10] ISBN 978-0-393-06601-2
- From Bookworms to Enchanted Hunters: Why Children Read («Від книжкових хробаків до зачарованих мисливців: Чому діти читають», Journal of Aesthetic Education, Summer 2009, vol.43, no.2, p. 19–36) ISSN 0021-8510
- The Annotated Peter Pan, ed., («Анотований Пітер Пен», W.W. Norton, 2011) ISBN 978-0-393-06600-5
- The Annotated African American Folktales, ed. with Henry Louis Gates Jr., («Анотовані афроамериканські народні казки», Liveright-W.W. Norton, 2017), ISBN 0-87140-753-1
- The Fairest of Them All: Snow White and 21 Tales of Mothers and Daughters, («Найсправедливіша з усіх: Білосніжка та 21 казка про матерів і дочок», Harvard University Press, 2020) ISBN 978-0-674-238-602
- The Heroine with 1001 Faces («Героїня зі 1001 обличчям», Liveright, 2021), ISBN 978-1-631-49881-7